# Macrochiridothea kruimeli
Macrochiridothea kruimeli là một loài chân đều trong họ Chaetiliidae. Loài này được Nierstrasz miêu tả khoa học năm 1918.